# Pedrizite
La pedrizite è un minerale ipotetico, un anfibolo appartenente al sottogruppo degli anfiboli di litio.
I minerali ipotetici sono nomi assegnati dall'IMA ai termini di una serie non ancora trovati in natura oppure a sostanze artificiali per cui si presume anche l'esistenza in natura. Nel caso specifico è stata definita nel 2003 come analogo della "sodicpedrizite" con una quantità di Na (sodio) inferiore a 0,5 atomi per unità di formula, in seguito alla revisione della nomenclatura degli anfiboli del 2012 (IMA 2012) è cambiata la definizione del minerale ma non è ancora stato trovato in natura.